# Debian-Med
Debian-Med je jeden z projektů Debianu, řadící se mezi tzv. Custom Debian Distributions. Cílem této distribuce je kompletovat softwarový systém pokrývající potřeby zdravotní péče, zdravotního výzkumu, lékařských fakult atd. založený kompletně na svobodném software. Debian-Med za tímto účelem sleduje řadu nezávislých projektů a iniciativ svobodného software, které mají význam pro medicínu, s cílem vybrat vhodné kandidáty, debianizovat je a pokud možno je vzájemně integrovat. Projekt vede Andreas Tille.
Projekt Debian-Med se dělí do následujících oblastí:

## Oblasti
- Lékařská praxe a správa pacientských dat (Medical practice and Patient management)
- Lékařský výzkum (Medical research)
- Nemocniční informační systémy (Hospital Information Systems)
- Molekulární biologie a lékařská genetika (Molecular Biology and Medical Genetics)
- Zobrazovací metody (Medical imaging)
- Zubní praxe (Dental practice)
- Veterinární medicína (Veterinary medicine)
- Databáze léčiv (Drug databases)
- Pacientský záznam (Medical Record)
- Farmacie (Pharmacy)
- Fyzioterapie (Physiotherapy)
- Dokumentace a výzkum (Documentation and Research)
- Další projekty (Other software/projects)

## Příbuzné aktivity
- Projekt EU Spirit – Evropský portál open-source software v medicíně (anglicky)
- Open Med – Podpora medicínského free software (německy)